# Uromunna phillipi
Uromunna phillipi is een pissebed uit de familie Munnidae. De wetenschappelijke naam van de soort is voor het eerst geldig gepubliceerd in 1984 door Gary C.B. Poore.